# Portsmouth Football Club 2023-2024
Questa voce raccoglie le informazioni riguardanti il Portsmouth Football Club nelle competizioni ufficiali della stagione 2023-2024.

## Stagione
- In campionato il Portsmouth vince per la prima volta la Football League One e viene promosso in Football League Championship.[1]
- In FA Cup gli uomini di Mousinho si sono arresi al Chesterfield al primo turno, col risultato di 1-0.
- Nella Carabao Cup il Peterborough Utd si è imposto ai rigori, dopo che il risultato dei novanta minuti nel secondo turno è stato di 1-1.

## Rosa
| N. |                             | Ruolo | Calciatore          |
| -- | --------------------------- | ----- | ------------------- |
| 1  | Inghilterra (bandiera)      | P     | Will Norris         |
| 2  | Inghilterra (bandiera)      | D     | Zak Swanson         |
| 4  | Inghilterra (bandiera)      | D     | Ryley Towler        |
| 5  | Galles (bandiera)           | D     | Regan Poole         |
| 6  | Inghilterra (bandiera)      | D     | Connor Ogilvie      |
| 7  | Inghilterra (bandiera)      | C     | Marlon Pack         |
| 8  | Australia (bandiera)        | C     | Alexander Robertson |
| 9  | Inghilterra (bandiera)      | A     | Colby Bishop        |
| 10 | Irlanda (bandiera)          | A     | Anthony Scully      |
| 11 | Irlanda del Nord (bandiera) | A     | Gavin Whyte         |
| 14 | Inghilterra (bandiera)      | C     | Ben Stevenson       |
| 15 | Inghilterra (bandiera)      | A     | Christian Saydee    |
| 16 | Galles (bandiera)           | C     | Joe Morrell         |
| 17 | Irlanda (bandiera)          | D     | Joe Rafferty        |

| N. |                             | Ruolo | Calciatore        |
| -- | --------------------------- | ----- | ----------------- |
| 18 | Irlanda (bandiera)          | D     | Conor Shaughnessy |
| 19 | Australia (bandiera)        | A     | Kusini Yengi      |
| 20 | Inghilterra (bandiera)      | D     | Sean Raggett      |
| 21 | Inghilterra (bandiera)      | D     | Jack Sparkes      |
| 22 | Inghilterra (bandiera)      | C     | Liam Vincent      |
| 23 | Inghilterra (bandiera)      | D     | Denver Hume       |
| 24 | Irlanda del Nord (bandiera) | C     | Terry Devlin      |
| 25 | Inghilterra (bandiera)      | A     | Abu Kamara        |
| 26 | Inghilterra (bandiera)      | C     | Tom Lowery        |
| 28 | Inghilterra (bandiera)      | C     | Tino Anjorin      |
| 29 | Inghilterra (bandiera)      | A     | Josh Martin       |
| 31 | Inghilterra (bandiera)      | P     | Ryan Schofield    |
| 32 | Irlanda del Nord (bandiera) | A     | Paddy Lane        |
| 34 | Inghilterra (bandiera)      | D     | Josh Dockerill    |

## Risultati

### FA Cup
| Arbitro: | Finnie |

|            |           |  |
| Naylor 32’ | Marcatori |  |

### Coppa di Lega
| Arbitro: | Purkiss |

|             |           |                       |
| Omotoye 24’ | Marcatori | 30’ Yengi 52’ Swanson |

| Arbitro: | Breakspear |

|                                           |                      |                                                     |
| Saydee 51’                                | Marcatori            | 29’ Ajiboye                                         |
| Bishop Raggett Pack Saydee Kamara Morrell | Tiri di rigore 4 – 5 | Knight de Havilland Tomlinson Jones Corbett Ajiboye |